# Habronestes grahami
Habronestes grahami là một loài nhện trong họ Zodariidae.
Loài này thuộc chi Habronestes. Habronestes grahami được Barbara C. Baehr miêu tả năm 2003.